# Canistrum superbum
Canistrum superbum là một loài thực vật có hoa trong họ Bromeliaceae. Loài này được (Lindm.) Mez mô tả khoa học đầu tiên năm 1891.